# 羅曼尼斯卡

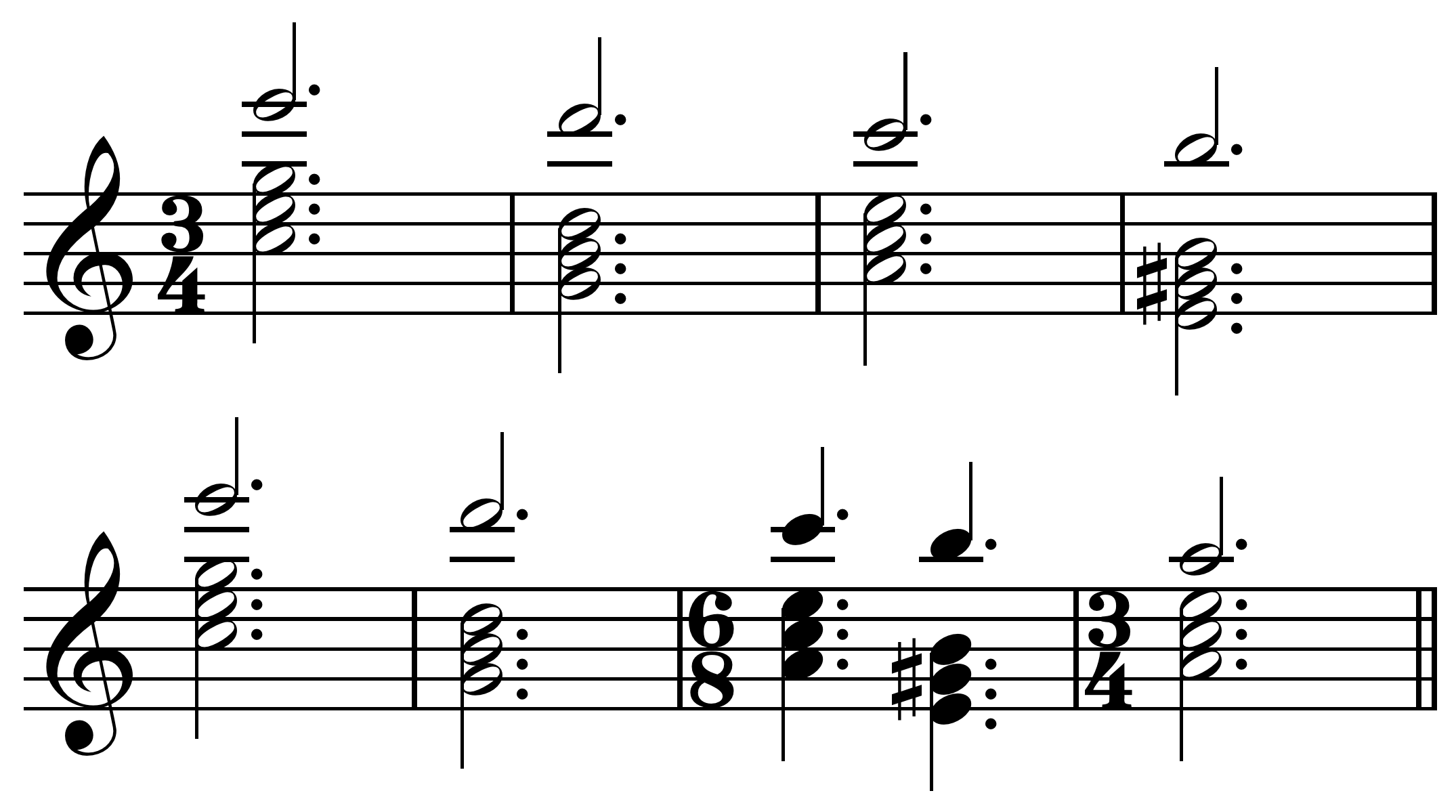
羅曼尼斯卡的和弦進行。.

羅曼尼斯卡是一种在16世紀晚期及17世紀前期很流行的“和弦進行”與“旋律”的組合。这种旋律和弦的组合經常被用来作為吟诵诗歌时的伴奏。會用到這種旋律與和弦進行組合的很多都是意大利巴洛克時期早期的作曲家。另外，很多精通比维拉琴的作曲家會用這種音乐结构，例如：Luis de Narváez、Alonso Mudarra、Enríquez de Valderrábano和Diego Pisador。羅曼尼斯卡亦是兩個早期音樂團的名字︰分別有1978年由澳洲的約翰‧格里菲斯所建立的拉‧羅曼尼斯卡和1988年由尼格爾‧諾斯所建立的羅曼尼斯卡。兩隊樂團專門演奏早期的拨弦乐器。

## 音樂結構
羅曼尼斯卡源於西班牙，最早被用作當地的民謠“讓我們去放牛吧”(西班牙語：O guárdame las vacas)的伴奏。這種組合由4個和弦組成，和弦進行的低音部分不斷重複。作曲家可以用低音部分作為基礎，創作旋律的變奏或者即興作曲。最著名的例子就是綠袖子，它的副歌部分就使用了羅曼尼斯卡的和弦進行。在綠袖子的副歌部分中，先有羅曼尼斯卡的原型 —— 古代帕沙末佐， 然後再唱歌詞。
羅曼尼斯卡的節奏通常是3拍子。在高音部，它的旋律很像古代帕沙末佐，不過它的旋律比帕沙末佐的旋律高一個三度。在低音部，羅曼尼斯卡的和弦進行是：III - VII - I - V - III -VII - I V - I。

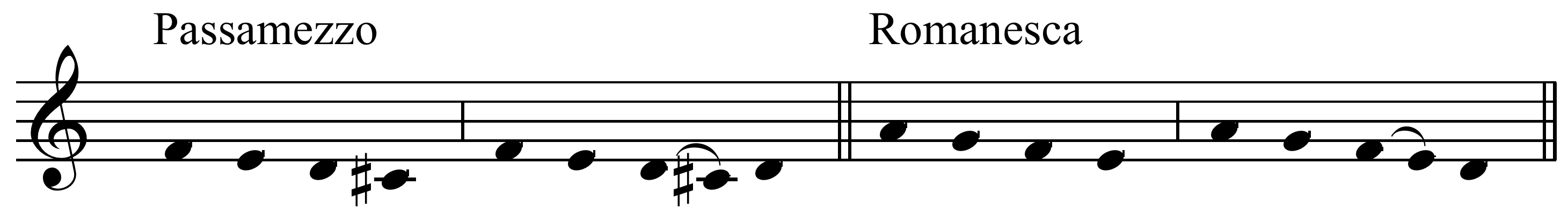
在D調的帕沙末佐，和罗曼尼斯卡的旋律模式。羅曼尼斯卡的旋律比帕沙末佐的旋律高一个三度
.

| III | VII | I | V | III | VII | I V | I |

## 研究書目
- Gerbino, Giuseppe. 2001. "Romanesca". The New Grove Dictionary of Music and Musicians, second edition, edited by Stanley Sadie and John Tyrrell（英语：John Tyrrell (professor of music)）. London: Macmillan Publishers.